# CR Bootis
CR Bootis är en dubbelstjärna belägen i den södra delen av stjärnbilden Björnvaktaren. Den har en högsta skenbar magnitud av ca 13,0 med en variation av 13,0 - 17,5 och kräver ett kraftfullt teleskop för att kunna observeras. Baserat på parallax enligt Gaia Early Data Release 3 på ca 2,84 mas beräknas den befinna sig på ett avstånd av ca 1 150 ljusår (ca  352 parsec) från solen.

## Observation
Den variabla luminositeten hos objektet upptäcktes 1983 av M.A. Wood et al., med en ljuskurva som är mycket lik den hos AM Canum Venaticorum. Det visade sig genom Palomar-Green-undersökningen att det hade ett överskott av ultraviolett strålning och tilldelades 1986 benämningen PG 1346+082. Systemet varierar i både dess fotometriska och spektroskopiska egenskaper, med en fotometrisk kvasiperiod på 4–5 dygn. Det optiska spektrumet visar endast linjer av helium. Det fick dess variabbeteckning, CR Bootis, år 1987, men i litteraturen fram till dess kallades det PG 1346+082.
Systemet uppvisar två olika tillstånd. Det första är ett lägre tillstånd av vila som är regelbundna superutbrott liknande ER Ursae Majoris under en ungefär 46-dygnscykel. Det andra tillståndet är ljusare med frekventa utbrott. Systemet blir blåare under superutbrott, med en högre temperatur.

## Egenskaper

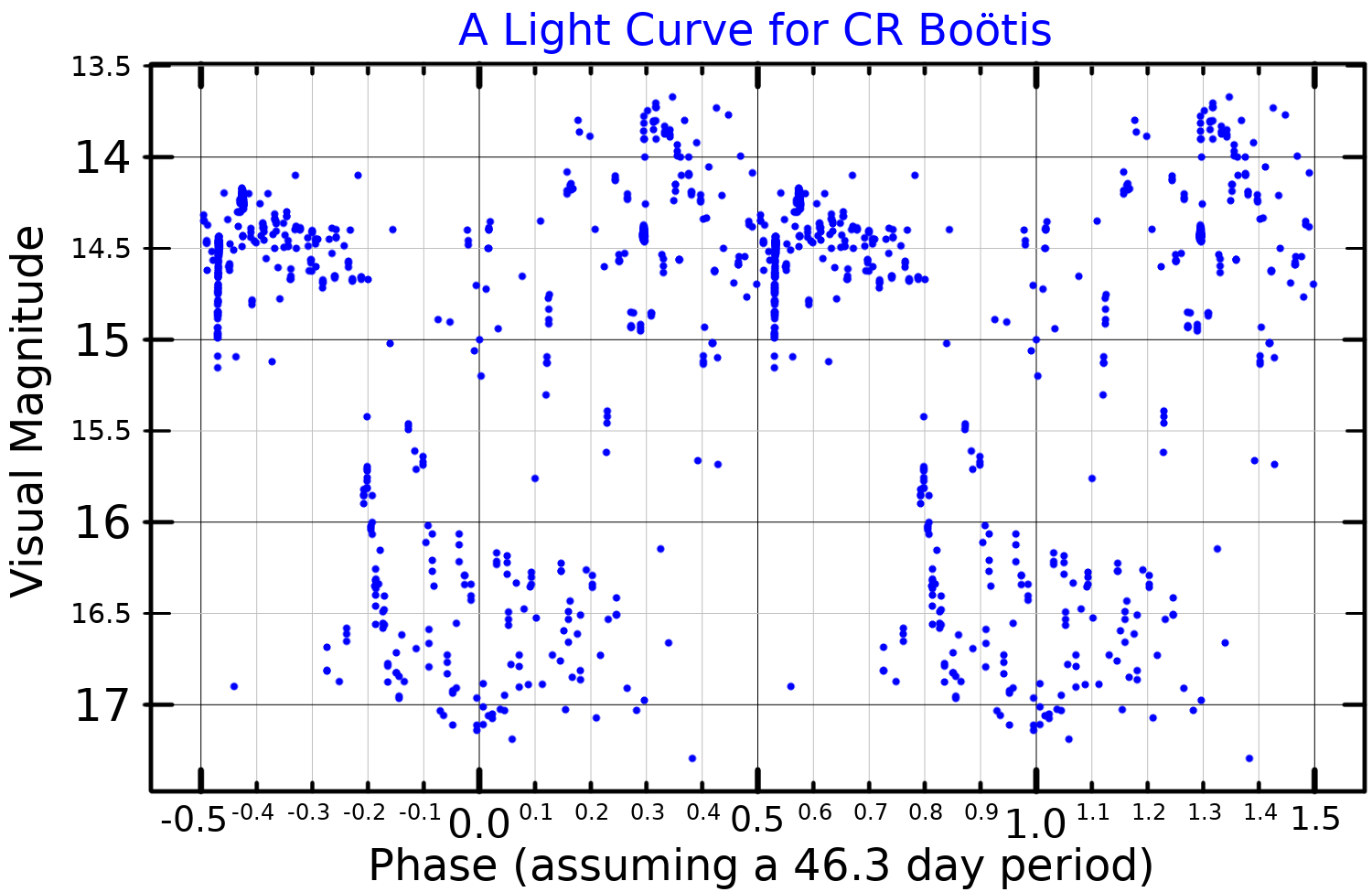
Ljuskurva i visuella bandet för CR Bootis, anpassad från AAVSO-data från 2019. Data har vikts med supercykelperioden som Kato et al. fann.

CR Bootis är ett interagerande dubbelstjärnesystem. Snabbt flimmer antyder att detta är ett nära snävt system som genomgår massöverföring, medan emission från neutralt helium tyder på att det finns en tjock ackretionsskiva som kretsar kring ett kompakt objekt. Avsaknaden av röntgenemission innebär att detta ackreterande objekt är en vit dvärg, snarare än något mer massivt. Avsaknaden av väte i spektrumet visar att donatorstjärnan är en vit dvärg av helium med en lägre massa än primärstjärnan. Paret har en kort omloppsperiod på 24,522 minuter med ett massförhållande på 0,101 ± 0,004. Omloppsplanet lutar i en vinkel på ca 30° mot siktlinjen från jorden.